# جو زي
جو زي (بالإنجليزية: Joe Zee)‏ هو مخرج مبدع أمريكي، ولد في 23 نوفمبر 1968 في هونغ كونغ في الصين.

## وصلات خارجية
- جو زي على موقع IMDb (الإنجليزية)
- جو زي على موقع قاعدة بيانات الفيلم (الإنجليزية)